# Ronde van Frankrijk 2008/Vijfde etappe

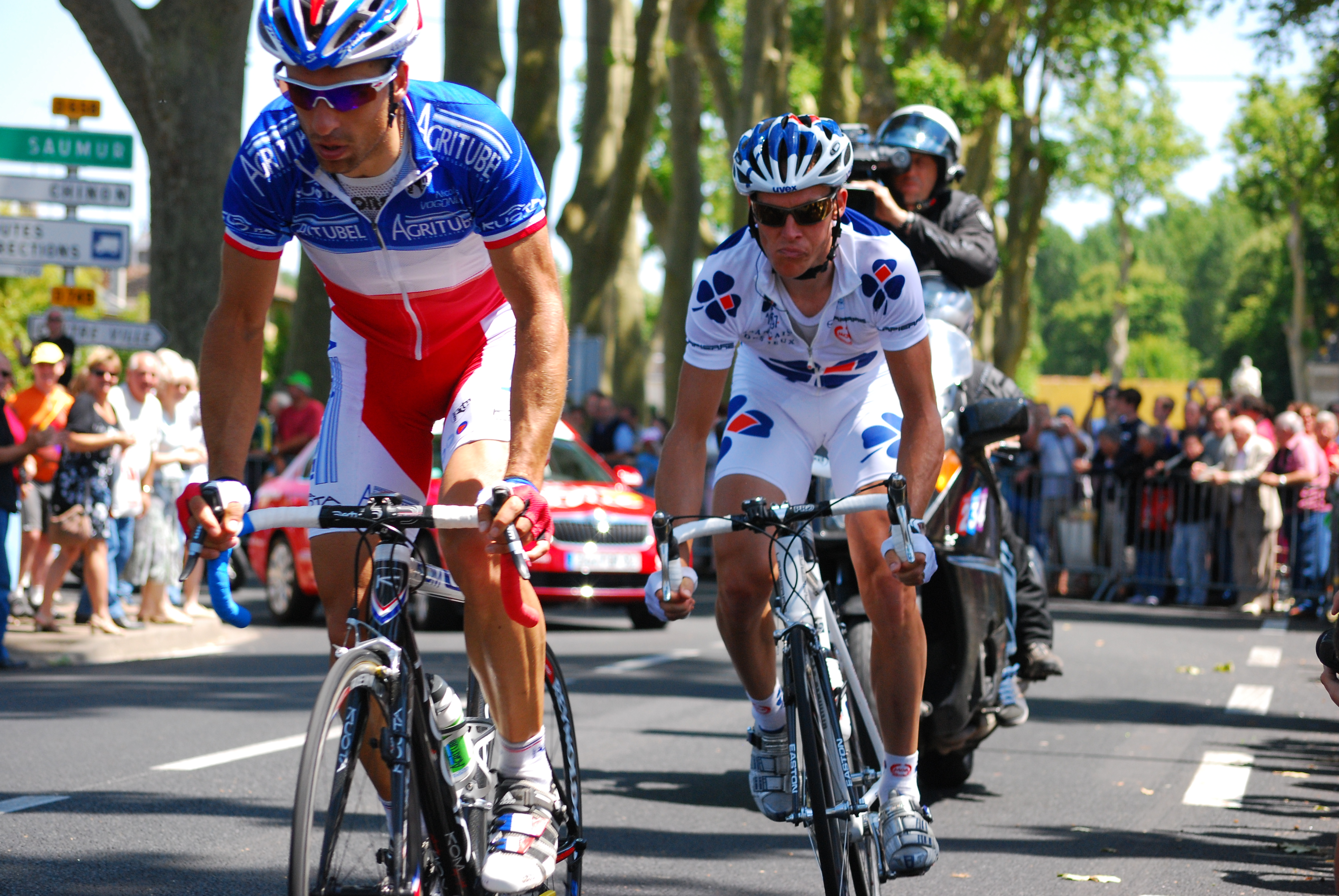
De koplopers met op de voorgrond Nicolas Vogondy

De vijfde etappe van de Ronde van Frankrijk 2008 werd verreden op 9 juli 2008 over een afstand van 232 kilometer tussen Cholet, ook de start- en finishplaats van de vierde etappe, en Châteauroux. Naast het feit dat er geen enkele beklimming werd gedaan, was het de langste etappe van deze Tour. De kans was groot dat de dagzege zou gaan naar de sprinters, omdat er geen heuveltje te bekennen was. Hierdoor zou Thomas Voeckler zonder ongelukken dus ook na deze etappe leider in het bergklassement blijven.

## Verloop
Om 11u43 in de ochtend startte het peloton voor de langste etappe van deze tour. Kort na de start van de etappe stapte Mauricio Soler uit de Ronde van Frankrijk. Na zijn val in de eerste etappe hield de winnaar van de bolletjestrui in 2007 het nog een aantal dagen vol, maar als gevolg van een scheurtje in zijn pols stapte hij nu dan toch af.
Na vele vergeefse vluchtpogingen slaagden drie renners erin te ontsnappen. Het trio Fransen Nicolas Vogondy, Florent Brard en Lilian Jégou ontsnapte na iets meer dan 10 kilometer uit het peloton. Het peloton werd aangevoerd door Team Gerolsteiner, het team van de geletruidrager Stefan Schumacher. Anders dan in de derde etappe gaf het peloton geen al te grote voorsprong: maximum 7 minuten.
In de laatste kilometers zette Team Columbia zich op kop, met de bedoeling Mark Cavendish te piloteren naar de ritwinst. De drie leiders hielden echter hardnekkig stand: Jégou en Brard werden ingelopen op zo'n 500 meter van de streep, Vogondy werd zelfs pas ingelopen op hooguit 70 meter van de streep.
Cavendish werd perfect afgezet bij het bord van de laatste 200 meter, niemand kon zijn versnelling remonteren. Óscar Freire werd nipt tweede, voor Erik Zabel. Thor Hushovd, goed voor een vierde plaats, nam de groene trui over van Kim Kirchen.

### Tussensprints
| Tussensprint Argenton-les-Vallées na 33,5 km |                 |        |
| Plaats                                       | Naam            | Punten |
| Winnaar                                      | Lilian Jégou    | 6      |
| 2                                            | Nicolas Vogondy | 4      |
| 3                                            | Florent Brard   | 2      |

| Tussensprint Richelieu na 98,5 km |                 |        |
| Plaats                            | Naam            | Punten |
| Winnaar                           | Florent Brard   | 6      |
| 2                                 | Nicolas Vogondy | 4      |
| 3                                 | Lilian Jégou    | 2      |

| Tussensprint Le Grand-Pressigny na 152 km |                 |        |
| Plaats                                    | Naam            | Punten |
| Winnaar                                   | Nicolas Vogondy | 6      |
| 2                                         | Florent Brard   | 4      |
| 3                                         | Lilian Jégou    | 2      |

## Uitslag
| rang | renner            | land                | ploeg                  | tijd       |
| ---- | ----------------- | ------------------- | ---------------------- | ---------- |
| 1    | Mark Cavendish    | Verenigd Koninkrijk | Team Columbia          | 5u 27' 52" |
| 2    | Óscar Freire      | Spanje              | Rabobank               | z.t.       |
| 3    | Erik Zabel        | Duitsland           | Team Milram            | z.t.       |
| 4    | Thor Hushovd      | Noorwegen           | Crédit Agricole        | z.t.       |
| 5    | Baden Cooke       | Australië           | Team Barloworld        | z.t.       |
| 6    | Robert Hunter     | Zuid-Afrika         | Team Barloworld        | z.t.       |
| 7    | Leonardo Duque    | Colombia            | Cofidis                | z.t.       |
| 8    | Robbie McEwen     | Australië           | Silence-Lotto          | z.t.       |
| 9    | Francesco Chicchi | Italië              | Liquigas               | z.t.       |
| 10   | Julian Dean       | Nieuw-Zeeland       | Team Garmin - Chipotle | z.t.       |

## Algemeen klassement
| rang | renner                | land                | ploeg                  | tijd        |
| ---- | --------------------- | ------------------- | ---------------------- | ----------- |
|      | Stefan Schumacher     | Duitsland           | Team Gerolsteiner      | 19u 32' 33" |
| 2    | Kim Kirchen           | Luxemburg           | Team Columbia          | op 12"      |
| 3    | David Millar          | Verenigd Koninkrijk | Team Garmin - Chipotle | op 12"      |
| 4    | Cadel Evans           | Australië           | Silence-Lotto          | op 21"      |
| 5    | Fabian Cancellara     | Zwitserland         | Team CSC               | op 33"      |
| 6    | Christian Vande Velde | Verenigde Staten    | Team Garmin - Chipotle | op 37"      |
| 7    | George Hincapie       | Verenigde Staten    | Team Columbia          | op 41"      |
| 8    | Thomas Lövkvist       | Zweden              | Team Columbia          | op 47"      |
| 9    | Vincenzo Nibali       | Italië              | Liquigas               | op 58"      |
| 10   | José Iván Gutiérrez   | Spanje              | Caisse d'Epargne       | op 1' 01"   |

## Strijdlustigste renner
| renner          | land      | ploeg     |
| --------------- | --------- | --------- |
| Nicolas Vogondy | Frankrijk | Agritubel |

## Nevenklassementen

### Puntenklassement
| rang | renner       | land      | ploeg           | punten |
| ---- | ------------ | --------- | --------------- | ------ |
|      | Thor Hushovd | Noorwegen | Crédit Agricole | 88     |
| 2    | Óscar Freire | Spanje    | Rabobank        | 85     |
| 3    | Kim Kirchen  | Luxemburg | Team Columbia   | 81     |

### Bergklassement (vandaag geen punten te verdienen)
| rang | renner           | land      | ploeg            | punten |
| ---- | ---------------- | --------- | ---------------- | ------ |
|      | Thomas Voeckler  | Frankrijk | Bouygues Télécom | 19     |
| 2    | Sylvain Chavanel | Frankrijk | Cofidis          | 11     |
| 3    | Björn Schröder   | Duitsland | Team Milram      | 9      |

### Jongerenklassement
| rang | renner          | land   | ploeg                            | tijd        |
| ---- | --------------- | ------ | -------------------------------- | ----------- |
|      | Thomas Lövkvist | Zweden | Team Columbia                    | 19u 33' 20" |
| 2    | Vincenzo Nibali | Italië | Liquigas                         | op 11"      |
| 3    | Maxime Monfort  | België | Cofidis, Le Crédit par Téléphone | op 37"      |

### Ploegenklassement
| rang | Ploeg                  | land             | tijd        |
| ---- | ---------------------- | ---------------- | ----------- |
|      | Team Garmin - Chipotle | Verenigde Staten | 58u 37' 35" |
| 2    | Team Columbia          | Verenigde Staten | op 1' 44"   |
| 3    | Team CSC-Saxo Bank     | Denemarken       | op 2' 35"   |